# 新・桃太郎
『新・桃太郎』（しんももたろう、原題：捉鬼雜牌軍）は1987年の台湾映画である。主題歌「千年神話」は「桃太郎」をポップス調にアレンジした曲であった。
『幽幻道士』と『幽幻道士2』の間に制作されており、幽幻道士シリーズの主要なスタッフやキャストが多数参加している。

## ストーリー
むかしむかし、険しい雪山の中に太陽の剣の力で一年中暖かく桃の花が咲き乱れる楽園、桃の国があった。
そこでは主である仙人夫婦と生まれたばかりの赤ん坊、桃の国を守る番人たちが平和に暮らしていた。
ある日、赤鬼大魔王が桃の国を襲撃し、仙人夫婦は無惨にも殺され太陽の剣も奪われてしまう。
母の手によって大きな桃に入れられ、すんでのところで桃の国を脱出した赤ん坊は老夫婦に拾われ桃太郎と名づけられる。
太陽の剣を手にした赤鬼大魔王はその力で配下の鬼たちを復活させ、人間たちへ魔の手を伸ばしていく。
成長した桃太郎は人々の平和を守るため、仲間たちと共に鬼退治に向かうのであった。

## 登場人物

### 桃太郎と仲間たち
桃太郎と共に戦う仲間たち。桃の国の番人は童話桃太郎のお供がモチーフとなっており、犬、猿、雉が少年に変身している。
武器やカンフー、さらには体の一部を動物の状態に戻し戦う術も使いこなす。
桃太郎
出演：林小樓（リン・シャオロウ）　日本語吹替：羽村京子
本編の主人公。自分を育ててくれたおじいさんとおばあさんを何よりも大切に想う心優しき少年。人並み外れた怪力と剣術を武器に鬼たちを蹴散らす。
赤鬼大魔王と戦うため、マーヤの術によって赤ん坊から一気に十代半ば程度に成長させられる。
マーヤ（小仙女）
出演：劉致妤・リュウー・ジーユウ（シャドウ・リュウ）　日本語吹替：高田由美
桃太郎を守る妖精のような少女。数々の術を使って桃太郎たちをサポートしてくれる。おじいさんとおばあさんに桃太郎を託す。
キジ丸（雞童）
出演：楊如球　日本語吹替：折笠愛
赤い服の少年。他の二人に比べて落ち着いた性格をしており、桃太郎に対して的確な助言をする参謀役。
鬼たちと戦う際は背中からミサイルの様な物を発射して敵を爆破する。
イヌ丸（猴童）
出演：チャールズ・チェン（陳子強）　日本語吹替：坂本千夏
黄色い服に茶色がかった髪の少年。やんちゃな性格をしており、桃太郎を冷たくあしらったすいか太郎へは、仕返しとしていたずらをしている。
骨の塊のような棍棒を武器にする。
サル丸（猴童）
出演：徐育達　日本語吹替：滝沢ロコ
銀髪に黒い服の少年。猿の如く身のこなしが軽く、鉄の棒を武器に戦う。猿に戻った姿はシロテテナガザル。
すいか太郎（西瓜太郎）
出演：胖三（パン・サン）　日本語吹替：内海賢二
ワントン軍の若君。地面に生えた青竹を素手で引き抜く程の力自慢。
赤鬼大魔王征伐のため軍を率いるも、鬼たちになすすべも無く壊滅させられ自らも処刑される寸前に桃太郎に助けられる。
征伐の途中、同行を申し出る桃太郎を無碍に追い払うが命を救われた事に感謝し、桃太郎の仲間となる。
りんご姫救出時にピンチに陥るが、マーヤの術でりんご姫と相思相愛になり愛の力でパワーアップする。
桃の神様
桃太郎を守る大きな桃。自在に空を飛び、火を消すほどの勢いで小便を噴射する。更に桃太郎たちと合体することで桃の魔人に変身する。

### 桃太郎の家族
おじいさん（阿公）
出演：キン・トー（金塗）　日本語吹替：宮内幸平
おばあさんと共に子供を授かる事を毎日神様の像に祈願している老人。マーヤから託された桃太郎にすいか太郎と命名しそうになり、マーヤに阻止された。
念願の授かった息子桃太郎を何より可愛がっているため、鬼退治に行く事を反対していたが最後は自分の小刀を渡し送り出している。
おばあさん（阿婆）
出演：ユー・メイファン　日本語吹替：森ひろ子
おじいさんの妻。川に洗濯に出たところで桃太郎の入った桃を見つけ、持ち帰ろうとするも桃に引きずられ川を流されたり尻に火が付くなど散々な目に遭わされている。
おじいさんと同じく桃太郎を可愛がり、おじいさんとは毎日クソジジイ、クソババアと言い合い喧嘩をするものの二人の仲は良好である。
モモノシン（男仙侶）
出演：張復健
桃太郎の実父で桃の国の主。太陽の剣を奪いに来た赤鬼大魔王と戦うも敗れてしまう。
モモコ（女仙侶）
出演：尹寶蓮
桃太郎の実母。赤鬼大魔王の襲撃でいち早く桃太郎を桃の国から脱出させるが太陽の剣の攻撃を受けてしまう。マーヤに桃太郎を託す。

### 鬼
悪魔島と本拠地とし、人間たちに対して一切の容赦なく殺戮を行う凶悪な存在。赤鬼大魔王と側近以外は力を奪われ数千年も暗い洞窟に封印されていた。
人より強い力を持ち、一部には人に変身する術を使う者までいる。真っ白い髪に白装束、長刀を武器にするのが一般的な姿である。
赤鬼大魔王（鬼王）
出演：ウォン・チュウユウ（黄仲裕）　日本語吹替：笹岡繁蔵
強大な力を持つ鬼たちの総大将。桃の国から太陽の剣を奪い、桃太郎の両親を殺害した。更に太陽の剣の力で亡者となっていた鬼たちを復活させ、人間に対して攻撃を始める。
終始桃太郎たちを圧倒し、一度は桃太郎も命を奪われかけた。
ボラボラ（鬼婆婆）
出演：林光榮（リン・グァンロン）　日本語吹替：滝沢久美子
数々の術を使う鬼の魔女。金色の箒が武器で、どくろの部分からは火炎放射器のような勢いで炎を出すことが出来る。
封印されすっかり意気消沈していたものの、復活してから常にハイテンションになっている。息子たちのケサラン・パサランを溺愛している。
ケサラン・パサラン
ボラボラの息子たち。人間を脅かそうとするも逆に飯を施されてしまい、鬼としてはまだ未熟。嬉しいことがあると出る「マンモスランチ」が口癖。
水の鬼（水鬼王）
出演：朱克榮
青白い皮膚にサメのような背びれと河童のような皿を頭に持つ鬼。三叉の矛を武器に水中を自在に泳ぎまわり悪魔島に侵入する者を複数で襲う。
風の鬼（風鬼）
出演：小高山
ボラボラの手下で青装束に風神のような強風を操る大きな袋を持っている。
怪力の鬼（大力鬼）
出演：黃根梶
ボラボラの手下ですいか太郎以上に力持ちな大きな鬼。茶髪。金棒を振り回し、家屋を紙くずのように倒してしまう。この鬼と戦ったすいか太郎は手も足も出なかったが…

### その他の登場人物
北海道士（北海道人）
出演：陳松勇　日本語吹替：城山知馨夫
祈祷師の一団を率いる道士。すいか太郎出兵の噂を聞きつけ同行を求める。すいか太郎からは「北海の兄貴」と呼ばれている。
妖怪退治は得意と豪語し、剣に炎をまとわせる術も使えるが悉く鬼に通用しなかったため、死んだふりをして戦いから逃亡した。
りんご姫（蘋果公主）
出演：陳思萍　日本語吹替：松井菜桜子
すいか太郎の国の美しい姫。赤鬼大魔王らの襲撃を受け誘拐され、悪魔島に幽閉されている。
姫を助けた者は結婚を許すとりんご姫の父が御触れを出し、助けにきたすいか太郎からそれを聞かされた際は心底ガッカリしていた。
しかし、すいか太郎がピンチに陥ったとき、マーヤの術ですいか太郎と相思相愛になり、すいか太郎は愛の力でパワーアップして敵を一蹴、りんご姫を難なく助け出した。
それ以降はすいか太郎のことを『ダーリン』と呼んで『ダーリンみたいに強くて太い人大好き』と、いちゃつきカップルぶりを披露していた。

## シリーズ
- 『新桃太郎2』（原題：新桃太郎大显神威、1988年）
- 『新桃太郎3 聖魔大戦』（原題：鳳凰王子、1989年）